# PAQR5
PAQR5 (англ. Progestin and adipoQ receptor family member 5) – білок, який кодується однойменним геном, розташованим у людей на короткому плечі 15-ї хромосоми. Довжина поліпептидного ланцюга білка становить 330 амінокислот, а молекулярна маса — 38 014.
| 10         |  | 20         |  | 30         |  | 40         |  | 50         |
| ---------- |  | ---------- |  | ---------- |  | ---------- |  | ---------- |
| MLSLKLPRLF |  | SIDQIPQVFH |  | EQGILFGYRH |  | PQSSATACIL |  | SLFQMTNETL |
| NIWTHLLPFW |  | FFAWRFVTAL |  | YMTDIKNDSY |  | SWPMLVYMCT |  | SCVYPLVSSC |
| AHTFSSMSKN |  | ARHICYFLDY |  | GAVNLFSLGS |  | AIAYSAYTFP |  | DALMCTTFHD |
| YYVALAVLNT |  | ILSTGLSCYS |  | RFLEIQKPRL |  | CKVIRVLAFA |  | YPYTWDSLPI |
| FYRLFLFPGE |  | SAQNEATSYH |  | QKHMIMTLLA |  | SFLYSAHLPE |  | RLAPGRFDYI |
| GHSHQLFHVC |  | VILATHMQME |  | AILLDKTLRK |  | EWLLATSKPF |  | SFSQIAGAIL |
| LCIIFSLSNI |  | IYFSAALYRI |  | PKPELHKKET |  |            |  |            |

A: Аланін

C: Цистеїн

D: Аспарагінова кислота

E: Глутамінова кислота

F: Фенілаланін

G: Гліцин

H: Гістидин

I: Ізолейцин

K: Лізин

L: Лейцин

M: Метіонін

N: Аспарагін

P: Пролін

Q: Глутамін

R: Аргінін

S: Серин

T: Треонін

V: Валін

W: Триптофан

Кодований геном білок за функціями належить до рецепторів, білків розвитку. 
Задіяний у такому біологічному процесі, як диференціація клітин. 
Білок має сайт для зв'язування з ліпідами, стероїдами. 
Локалізований у мембрані.